# Katica
Katica je žensko osebno ime.

## Izvor imena
Ime Katica je različica ženskega osebnega imena Katarina.

## Pogostost imena
Po podatkih Statističnega urada Republike Slovenije je bilo na dan 31. decembra 2007 v Sloveniji število ženskih oseb z imenom Katica: 678.

## Osebni praznik
Osebe z imenom Katica lahko godujejo takrat kot osebe z imenom Katarina.